# Eburia quadrinotata
Eburia quadrinotata là một loài bọ cánh cứng trong họ Cerambycidae.